# Sobór Przemienienia Pańskiego w Parnawie
Sobór Przemienienia Pańskiego – prawosławny sobór w Parnawie, katedra eparchii parnawskiej i saremskiej Estońskiego Apostolskiego Kościoła Prawosławnego.

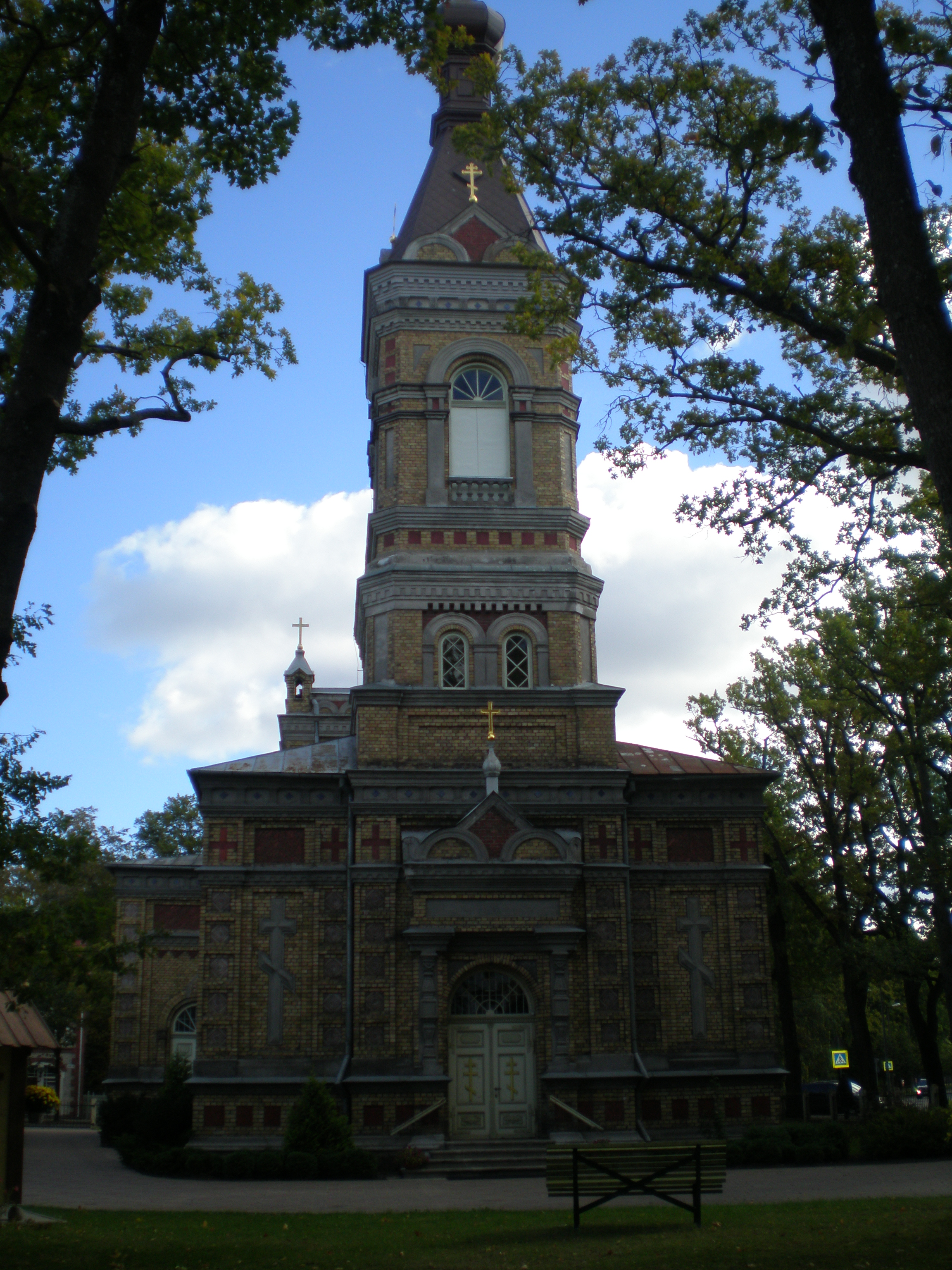
Sobór od frontu

## Historia
Świątynię wzniesiono w latach 1902–1904, według projektu Władimira Łunskiego. Konsekracja miała miejsce w 1904 r.

## Architektura
Budowla murowana, z żółtej i czerwonej cegły, w stylu bizantyjsko-rosyjskim. Od frontu wieża-dzwonnica o wysokości 38 m, zwieńczona kopułką. Nad nawą dach z pięcioma kopułami – dużą położoną centralnie i czterema małymi narożnymi. Na dachu prezbiterium niewielka kopuła. Wewnątrz ikonostas z 11 ikonami.